# 2010 na televisão brasileira
A seguir há uma lista de eventos relacionados à televisão brasileira em 2010. Os eventos listados incluem estreias, cancelamentos e finais de programas de televisão; lançamento, encerramento e rebrandings de canais; estações locais mudando de afiliação de rede; e informações sobre controvérsias e disputas de carregamento.

## Eventos notáveis

### Janeiro
| Data  | Evento |
| ----- | --- |
| 20—23 | O Multishow transmite a 12.ª edição do Festival de Verão Salvador. A Rede Globo exibiu compactos dos shows do evento. |

### Fevereiro
| Data  | Evento |
| ----- | --- |
| 7     | A ESPN transmite o Super Bowl XLIV. |
| 10    | Durante a exibição do SP no Ar, exibido pela TV Record São Paulo (matriz da Rede Record), o helicóptero de jornalismo da emissora sofre uma pane no rotor de cauda e faz um pouso forçado no Jockey Club de São Paulo. A queda da aeronave matou o piloto Rafael Delgado Sobrinho e feriu o cinegrafista Alexandre Silva de Moura ("Borracha"), levado para o Hospital Itacolomy. Ao mesmo tempo, o Globocop da TV Globo São Paulo, que também estava sobrevoando a área fazendo a cobertura de um assalto no Morumbi, filmou o momento da queda da aeronave, e posteriormente pousou no local do acidente para prestar socorro as vítimas. |
| 12—28 | A Rede Record, Record News e SporTV realizam a cobertura dos Jogos Olímpicos de Inverno de 2010. |
| 12—16 | As principais emissoras de TV (exceto a Rede Record) realizam a cobertura do Carnaval de 2010, sendo que: - A Rede Globo exibe o Globeleza com os desfiles das escolas de samba de São Paulo e Rio de Janeiro e o carnaval do Recife na TV Globo Nordeste. A Rede Bahia cobre localmente o carnaval de Salvador no Bahia Folia; - A Rede Bandeirantes exibe o Band Folia, mostrando o carnaval de Salvador e Recife, além dos desfiles das escolas de samba do Grupo de Acesso de São Paulo e Rio de Janeiro; - A RedeTV! exibe os Bastidores do Carnaval 2010.                                                                             |

### Março
| Data  | Evento                                                                      |
| ----- | --------------------------------------------------------------------------- |
| 7     | A Rede Globo e a TNT transmitem a 82.ª edição do Oscar.                     |
| 19—30 | A Rede Record realiza a cobertura dos Jogos Sul-Americanos de 2010.         |
| 28    | A Rede Globo exibe no Domingão do Faustão a 14.ª edição do Melhores do Ano. |
| 27    | Na Rede Globo, o Altas Horas ganha nova vinheta de abertura e grafismos.    |

### Abril
| Data | Evento                                                                             |
| ---- | ---------------------------------------------------------------------------------- |
| 4    | Na Rede Globo, o Fantástico estreia novo cenário, vinheta de abertura e grafismos. |
| 10   | Na Rede Globo, o TV Xuxa estreia novo cenário, vinheta de abertura e grafismos.    |
| 24   | A Rede Bandeirantes exibe a 55.ª edição do Miss São Paulo.                         |

### Maio
| Data | Evento                                                                                                |
| ---- | --- |
| 3    | A Rede Bandeirantes estreia nova identidade visual.                                                   |
| 8    | A Rede Bandeirantes exibe a 56.ª edição do Miss Brasil.                                               |
| 23   | A RedeTV! faz a primeira transmissão em 3D do mundo em TV aberta, durante a exibição do Pânico na TV. |

### Junho
| Data    | Evento |
| ------- | --- |
| 11—11/7 | A Rede Globo, Rede Bandeirantes, SporTV, BandSports e ESPN Brasil realizam a cobertura da Copa do Mundo FIFA de 2010.                 |
| 23      | No SBT, o SBT repórter ganha nova vinheta de abertura e grafismos.                                                                    |
| 24      | Na TV Gazeta, Ione Borges deixa o comando do Manhã Gazeta. Regiane Tápias assume interinamente a atração ao lado de Claudete Troiano. |

### Julho
| Data | Evento |
| ---- | --- |
| 12   | Na TV Gazeta, Olga Bongiovanni passa a comandar o Manhã Gazeta junto com Claudete Troiano, substituindo Ione Borges. |

### Agosto
| Data | Evento |
| ---- | --- |
| 5    | A Rede Bandeirantes promove debate com os candidatos a presidente nas Eleições 2010.                        |
| 9    | Na Rede Globo, o Programa do Jô ganha nova vinheta de abertura e grafismos.                                 |
| 12   | Parte das emissoras da Rede Bandeirantes promovem debates com os candidatos a governador nas Eleições 2010. |
| 14   | A Rede Globo e a Unesco promovem a 25.ª edição do Criança Esperança.                                        |
| 17   | Início do horário eleitoral gratuito do 1.º turno das Eleições 2010.                                        |
| 24   | O Multishow transmite a 17.ª edição do Prêmio Multishow de Música Brasileira.                               |

### Setembro
| Data | Evento |
| ---- | --- |
| 12   | A RedeTV! promove debate com os candidatos a presidente nas Eleições 2010.                                                                                             |
| 16   | A MTV Brasil transmite a 16.ª edição do MTV Video Music Brasil. |
| 26   | A Rede Record promove debate com os candidatos a presidente nas Eleições 2010.                                                                                         |
| 27   | Na Rede Record, o Jornal da Record estreia novo cenário, vinheta de abertura e grafismos e passa a ser exibido em alta definição.                                      |
| 28   | Na Rede Record, o Fala Brasil e o Tudo a Ver e os telejornais locais estreiam novo cenário, vinheta de abertura e grafismos e passam a ser exibidos em alta definição. |
| 28   | As emissoras da Rede Globo promovem debates com os candidatos a governador nas Eleições 2010.                                                                          |
| 30   | Término do horário eleitoral gratuito do 1.º turno das Eleições 2010.                                                                                                  |
| 30   | A Rede Globo promove debate com os candidatos a presidente nas Eleições 2010.                                                                                          |

### Outubro
| Data | Evento |
| ---- | --- |
| 2    | Na Rede Record, o Esporte Fantástico estreia novo cenário, vinheta de abertura e grafismos e passa a ser exibido em alta definição.          |
| 3    | Na Rede Record, o Domingo Espetacular estreia novo cenário, vinheta de abertura e grafismos e passa a ser exibido em alta definição.         |
| 4    | Na TV Cultura, Maria Cristina Poli passa a apresentar o Jornal da Cultura, que também estreia novo cenário, vinheta de abertura e grafismos. |
| 8    | Início do horário eleitoral gratuito do 2.º turno das Eleições 2010.                                                                         |
| 9—11 | O Multishow transmite a 1.ª edição do festival de música SWU. A Rede Globo exibiu compactos dos shows do evento.                             |
| 10   | A Rede Bandeirantes promove debate com os candidatos a presidente no 2.º turno das Eleições 2010.                                            |
| 14   | A Nickelodeon transmite a 11.ª edição dos Meus Prêmios Nick.                                                                                 |
| 17   | A RedeTV! promove debate com os candidatos a presidente no 2.º turno das Eleições 2010.                                                      |
| 18   | A GloboNews estreia nova identidade visual.                                                                                                  |
| 25   | A Rede Record promove debate com os candidatos a presidente no 2.º turno das Eleições 2010.                                                  |
| 28   | Parte das emissoras da Rede Globo promovem debates com os candidatos a governador no 2.º turno das Eleições 2010.                            |
| 29   | Término do horário eleitoral gratuito do 2.º turno das Eleições 2010.                                                                        |
| 29   | A Rede Globo promove debate com os candidatos a presidente no 2.º turno das Eleições 2010.                                                   |

### Novembro
| Data  | Evento |
| ----- | --- |
| 5—6   | O SBT promove a 13.ª edição do Teleton, em prol da AACD. |
| 8     | O BandNews TV estreia nova identidade visual. |
| 11    | A Rede Bandeirantes transmite a 11.ª edição do Grammy Latino. |
| 22    | Os canais da Rede Telecine estreiam nova identidade visual. |
| 25—28 | A maior parte das redes de televisão, além de emissoras baseadas no estado do Rio de Janeiro, cancela ou modifica atrações da grade de programação para providenciar cobertura jornalística sobre a operação policial que resultou na ocupação da Vila Cruzeiro e do Complexo do Alemão pelas forças de segurança. |

### Dezembro
| Data | Evento                                                                                     |
| ---- | ------------------------------------------------------------------------------------------ |
| 31   | A TV Gazeta e a Rede Globo exibem a 86.ª edição da Corrida Internacional de São Silvestre. |
| 31   | As principais emissoras de TV do Brasil transmitem o sorteio da Mega da Virada.            |

## Programas

### Janeiro
- 1.º de janeiro
  - A Rede Globo exibe o especial A Princesa e o Vagabundo.
  - A Rede Globo exibe o especial Programa Piloto.
- 4 de janeiro — Estreia Dalva e Herivelto: uma Canção de Amor na Rede Globo.
- 6 de janeiro — Estreia da 2.ª temporada de Qual É o Seu Talento? no SBT.
- 8 de janeiro
  - Termina Caras & Bocas na Rede Globo.
  - Termina Dalva e Herivelto: uma Canção de Amor na Rede Globo.[10]
- 9 de janeiro
  - Termina Programa Novo na TV Cultura.
  - Termina Vende-se Um Véu de Noiva no SBT.
- 10 de janeiro — Termina a 2.ª temporada de Geral.com na Rede Globo.
- 11 de janeiro
  - Estreia da 1.ª temporada de Solitários no SBT.[11]
  - Estreia Kyle XY no SBT.
  - Estreia Tempos Modernos na Rede Globo.[12]
  - Estreia da 1.ª temporada de É Tudo Improviso na Rede Bandeirantes.
- 12 de janeiro — Estreia da 10.ª temporada de Big Brother Brasil na Rede Globo.[13]
- 17 de janeiro — Estreia Baú da MTV na MTV Brasil.
- 18 de janeiro — Reestreia Top 10 MTV na MTV Brasil.
- 25 de janeiro — Estreia Gossip Girl no SBT.

### Fevereiro
- 1.º de fevereiro
  - Estreia Operação de Risco na RedeTV!.
  - Estreia da 7.ª temporada de 24 Horas na Rede Globo.
- 9 de fevereiro — Estreia Vídeo News Tarde na Rede Bandeirantes.
- 10 de fevereiro — Termina a 2.ª temporada de A Fazenda na Rede Record.
- 17 de fevereiro — Termina Gossip Girl no SBT.
- 18 de fevereiro — Reestreia Smallville no SBT.
- 22 de fevereiro — Termina Você se Lembra? no SBT.
- 24 de fevereiro — Termina Kyle XY no SBT.
- 25 de fevereiro
  - Estreia da 2.ª temporada de Chuck no SBT.
  - Termina a 2.ª temporada de Nada Além da Verdade no SBT.
  - Termina a 1.ª temporada de Solitários no SBT.
- 26 de fevereiro — Termina TV Animal no SBT.
- 27 de fevereiro — Termina a 7.ª temporada de Supernanny, juntamente com o bloco SBT Show no SBT.

### Março
- 1.º de março — Estreia Uma Rosa com Amor no SBT.[14]
- 2 de março — Termina Poder Paralelo na Rede Record.
- 3 de março
  - Estreia A História de Ester na Rede Record.[15]
  - Estreia Comédia MTV na MTV Brasil.
- 4 de março — Estreia Conexão Repórter no SBT.
- 6 de março — Estreia Aventura Selvagem no SBT.[16]
- 8 de março — Termina a 1.ª temporada de É Tudo Improviso na Rede Bandeirantes.
- 12 de março
  - Termina Alma Gêmea no Vale a Pena Ver de Novo na Rede Globo.
  - Termina Vídeo News Tarde na Rede Bandeirantes.
- 15 de março
  - Reestreia Sinhá Moça no Vale a Pena Ver de Novo na Rede Globo.[17]
  - Reestreia Boa Tarde na Rede Bandeirantes.[18]
  - Estreia Quase Anjos na Rede Bandeirantes.[19]
  - Estreia da 3.ª temporada de Custe o Que Custar na Rede Bandeirantes.[20]
- 18 de março — Termina Smallville no SBT.
- 19 de março
  - Termina Isa TKM na Rede Bandeirantes.
  - Reestreia Arquivo Morto no SBT.
- 26 de março — Estreia Vai e Vem no GNT.
- 27 de março — Termina Show da Gente no SBT.
- 28 de março — Termina A Turma do Didi na Rede Globo.
- 29 de março — Estreia Login na TV Cultura.
- 30 de março — Termina a 10.ª temporada de Big Brother Brasil na Rede Globo.

### Abril
- 1.º de abril
  - Termina A História de Ester na Rede Record.
  - A Rede Globo exibe o especial Emoções Sertanejas.
- 4 de abril
  - Estreia Aventuras do Didi na Rede Globo.[21]
  - Estreia da 1.ª temporada de Os Caras de Pau na Rede Globo.
  - Estreia da 1.ª temporada de S.O.S. Emergência na Rede Globo.[22]
- 6 de abril — Estreia da 2.ª temporada de Força-Tarefa na Rede Globo.
- 8 de abril
  - Estreia da 10.ª temporada de A Grande Família na Rede Globo.
  - Estreia A Vida Alheia na Rede Globo.[23]
  - Estreia da 1.ª temporada de Globo Mar na Rede Globo.[24]
- 9 de abril
  - Termina Cama de Gato na Rede Globo.
  - Estreia Separação?! na Rede Globo.[25]
- 10 de abril — Estreia Legendários na Rede Record.[26]
- 12 de abril — Estreia Escrito nas Estrelas na Rede Globo.[27]
- 13 de abril — Reestreia A História de Ester na Rede Record.[28]
- 15 de abril — Estreia da 7.ª temporada de O Aprendiz na Rede Record.
- 16 de abril — Termina a 2.ª temporada de Chuck no SBT.
- 18 de abril — Termina Domingo Animado no SBT.
- 19 de abril — Estreia As Tontas não vão ao Céu no SBT.
- 20 de abril — Termina Arquivo Morto no SBT.
- 21 de abril — Estreia O Mentalista no SBT.
- 23 de abril — Termina Amanhã e Para Sempre na CNT.
- 25 de abril — Estreia Lá e Cá na TV Cultura.[29]
- 26 de abril
  - Termina A História de Ester na Rede Record.
  - Estreia Paixão na CNT.
- 29 de abril — Estreia Mega Senha na RedeTV!.
- 30 de abril — Termina Toda Sexta na Rede Bandeirantes.

### Maio
- 1 de maio — Termina Lucilia Diniz na RedeTV!.
- 2 de maio — Termina Uma Escolinha Muito Louca na Rede Bandeirantes.
- 4 de maio — Estreia A Liga na Rede Bandeirantes.[30]
- 5 de maio — Estreia Polícia 24h na Rede Bandeirantes.[31]
- 7 de maio — Estreia Tribunal na TV na Rede Bandeirantes.
- 9 de maio — Estreia Passaporte África na Rede Globo.
- 14 de maio — Termina Viver a Vida na Rede Globo.
- 17 de maio — Estreia Passione na Rede Globo.[32]
- 18 de maio
  - Estreia Mulher no Canal Viva.
  - Estreia A Casa das Sete Mulheres no Canal Viva.
  - Estreia Ribeirão do Tempo na Rede Record.
- 19 de maio
  - Estreia Por Amor no Canal Viva.
  - Estreia Quatro por Quatro no Canal Viva.[33]
  - Estreia Sai de Baixo no Canal Viva.
- 21 de maio — Termina O Mentalista no SBT.
- 24 de maio — Estreia O Exterminador do Futuro: As Crônicas de Sarah Connor no SBT.
- 30 de maio — Termina Passaporte África na Rede Globo.
- 31 de maio — Reestreia Caminhos do Coração na Rede Record, com o título Os Mutantes: Caminhos do Coração.[34]

### Junho
- 2 de junho — Termina Bela, a Feia na Rede Record.
- 5 de junho — Termina Programa Raul Gil na Rede Bandeirantes.
- 6 de junho — Reestreia De Frente com Gabi no SBT.[35]
- 7 de junho — Estreia A História de Ana Raio e Zé Trovão no SBT.[36]
- 8 de junho
  - Estreia Super Esporte na TV Gazeta.
  - Termina a 2.ª temporada de Força-Tarefa na Rede Globo.
  - Termina a 7.ª temporada de O Aprendiz na Rede Record.
- 9 de junho — Termina Boa Tarde na Rede Bandeirantes.
- 10 de junho
  - Estreia da 5.ª temporada de Ídolos na Rede Record.
  - Estreia Band Mania na Rede Bandeirantes.
  - Termina a 1.ª temporada de Globo Mar na Rede Globo.
- 13 de junho — Estreia Barata Flamejante no Multishow.
- 15 de junho — Estreia Na Forma da Lei na Rede Globo.
- 17 de junho — Estreia Brasileiros na Rede Globo.[37]
- 19 de junho — Termina a 2.ª temporada de Qual É o Seu Talento? no SBT.
- 26 de junho — Reestreia Programa Raul Gil no SBT.[38]

### Julho
- 5 de julho — Termina Repórter Record na Rede Record.
- 9 de julho — Termina Cinema em Casa no SBT.
- 12 de julho
  - Estreia Popcorn TV na Rede Bandeirantes.[39]
  - Reestreia Pérola Negra no SBT.[40]
  - Reestreia Esmeralda no SBT.[40]
- 16 de julho
  - Termina Tempos Modernos na Rede Globo.
  - Estreia Programa A 2 na MTV Brasil.
- 17 de julho — Estreia Turma da Mônica na Rede Globo.
- 18 de julho
  - Termina Lá e Cá na TV Cultura.
  - Termina a 1.ª temporada de S.O.S. Emergência na Rede Globo.
- 19 de julho — Estreia Ti Ti Ti na Rede Globo.[41]
- 25 de julho — Estreia O Formigueiro na Rede Bandeirantes.[42]
- 27 de julho — Termina A Casa das Sete Mulheres no Canal Viva.
- 28 de julho — Estreia Memorial de Maria Moura no Canal Viva.[43]
- 30 de julho — Estreia Busão do Brasil na Rede Bandeirantes.[44]

### Agosto
- 3 de agosto — Termina Na Forma da Lei na Rede Globo.
- 9 de agosto — Estreia Meu Amigãozão no Discovery Kids.
- 10 de agosto — Estreia A Cura na Rede Globo.[45]
- 12 de agosto — Termina Brasileiros na Rede Globo.
- 14 de agosto — Estreia da 8.ª temporada de Supernanny no SBT.
- 16 de agosto
  - Estreia GloboNews em Pauta na GloboNews.
  - Termina Uma Rosa com Amor no SBT.[40]
- 17 de agosto — Reestreia Canavial de Paixões no SBT.[40]
- 20 de agosto — Termina a 17.ª temporada de Malhação na Rede Globo.
- 21 de agosto — Termina Bola na Rede na RedeTV!.
- 23 de agosto
  - Estreia da 18.ª temporada de Malhação na Rede Globo.[46]
  - Termina Memorial de Maria Moura no Canal Viva.
- 24 de agosto — Estreia Hilda Furacão no Canal Viva.[47]
- 26 de agosto — Termina A Vida Alheia na Rede Globo.
- 29 de agosto
  - Termina BestShop TV na TV Gazeta.
  - Estreia da 1.ª temporada de Open Bar no Multishow.
- 28 de agosto — Termina Brothers na RedeTV!.

### Setembro
- 2 de setembro — Estreia da 2.ª temporada de Hipertensão na Rede Globo.
- 10 de setembro
  - Termina Sinhá Moça no Vale a Pena Ver de Novo na Rede Globo.
  - Termina Vai e Vem no GNT.
- 13 de setembro — Reestreia Sete Pecados no Vale a Pena Ver de Novo na Rede Globo.[48]
- 23 de setembro — Termina a 5.ª temporada de Ídolos na Rede Record.
- 24 de setembro
  - Termina Escrito nas Estrelas na Rede Globo.
  - Termina Separação?! na Rede Globo.
- 25 de setembro — Estreia Escola 2.0 na TV Cultura.
- 26 de setembro — Estreia Corujão do Esporte na Rede Globo.
- 27 de setembro — Estreia Araguaia na Rede Globo.[49]
- 28 de setembro — Estreia da 3.ª temporada de A Fazenda na Rede Record.[50]
- 29 de setembro — Estreia Caça Talentos no Canal Viva.
- 30 de setembro — Termina Popcorn TV na Rede Bandeirantes.

### Outubro
- 1.º de outubro
  - Reestreia Vídeo News Tarde na Rede Bandeirantes.
  - Estreia da 1.ª temporada de Junto & Misturado na Rede Globo.[51]
- 4 de outubro
  - Estreia Você Bonita na TV Gazeta.
  - Estreia Escolinha do Professor Raimundo no Canal Viva.
  - Estreia Vale Tudo no Canal Viva.[52]
- 6 de outubro — Termina Hilda Furacão no Canal Viva.
- 7 de outubro
  - Termina Paixão na CNT.
  - Estreia Engraçadinha: Seus Amores e Seus Pecados no Canal Viva.
- 8 de outubro — Estreia Dicas de um Sedutor no Canal Viva.
- 11 de outubro — Estreia Alma Indomável na CNT.
- 12 de outubro — Termina A Cura na Rede Globo.
- 17 de outubro
  - Estreia da 1.ª temporada de Adorável Psicose no Multishow.
  - Termina Em Cima da Hora na GloboNews.
- 18 de outubro — Estreia Jornal GloboNews na GloboNews.
- 19 de outubro
  - Termina Busão do Brasil na Rede Bandeirantes.
  - Estreia As Cariocas na Rede Globo.[53]
- 21 de outubro — Termina a 2.ª temporada de Hipertensão na Rede Globo.
- 22 de outubro — Termina As Tontas Não Vão Ao Céu no SBT.[54]
- 23 de outubro — Estreia Vendemos Cadeiras no Multishow.
- 24 de outubro — Estreia da 2.ª temporada de S.O.S. Emergência na Rede Globo.[55]
- 25 de outubro
  - Estreia Camaleões no SBT.[56]
  - Estreia da 1.ª temporada de Bicicleta e Melancia no Multishow.

### Novembro
- 1.º de novembro
  - Estréia Futurama na Rede Bandeirantes.[57]
  - Termina Engraçadinha: Seus Amores e Seus Pecados no Canal Viva.
- 2 de novembro — Estreia Desejo no Canal Viva.
- 4 de novembro — Estreia Clandestinos: o Sonho Começou na Rede Globo.[58]
- 8 de novembro
  - Estreia Eco Record News na Record News.[59]
  - Estreia Record News Rural na Record News.[59]
  - Estreia NBlogs na Record News.[59]
  - Estreia Record News São Paulo na Record News.[59]
  - Estreia Record News Centro-Oeste na Record News.[59]
  - Estreia The Tonight Show with Jay Leno na Record News.[59]
- 11 de novembro — Estreia Afinal, o Que Querem as Mulheres? na Rede Globo.
- 14 de novembro — Termina a 1.ª temporada de Adorável Psicose no Multishow.
- 24 de novembro — Termina Desejo no Canal Viva.
- 25 de novembro
  - Termina a 1.ª temporada de Bicicleta e Melancia no Multishow.
  - Estreia Chiquinha Gonzaga no Canal Viva.[60]
- 27 de novembro — Termina Canavial de Paixões no SBT.
- 28 de novembro — Termina a 1.ª temporada de Open Bar no Multishow.

### Dezembro
- 3 de dezembro — Termina Login na TV Cultura.
- 9 de dezembro — Termina 15 Minutos na MTV Brasil.
- 11 de dezembro — Termina Louca Família na Rede Record.
- 12 de dezembro — Estreia O Relógio da Aventura na Rede Globo.[61]
- 13 de dezembro — Termina Top Top MTV na MTV Brasil.
- 16 de dezembro
  - Termina Afinal, o Que Querem as Mulheres? na Rede Globo.
  - Termina Clandestinos: o Sonho Começou na Rede Globo.
- 17 de dezembro — Termina a 1.ª temporada de Junto & Misturado na Rede Globo.
- 18 de dezembro — Termina O Formigueiro na Rede Bandeirantes.
- 19 de dezembro — Termina a 2.ª temporada de S.O.S. Emergência na Rede Globo.
- 21 de dezembro
  - Termina Scrap MTV na MTV Brasil.
  - Termina Casseta & Planeta, Urgente! na Rede Globo.[62]
  - Termina As Cariocas na Rede Globo.
- 22 de dezembro
  - A Rede Globo exibe o especial Papai Noel Existe.
  - A Rede Globo exibe o especial Diversão & Cia.
- 23 de dezembro
  - Termina a 10.ª temporada de A Grande Família na Rede Globo.
  - A Rede Globo exibe o especial Tal Filho, Tal Pai.
  - A Rede Record exibe o especial Balada, Baladão.
- 24 de dezembro
  - Termina Quase Anjos na Rede Bandeirantes.
  - Termina Márcia na Rede Bandeirantes.
  - Termina Dicas de um Sedutor no Canal Viva.
  - A Rede Globo exibe o Xuxa Especial de Natal.
- 25 de dezembro — A Rede Globo exibe o Roberto Carlos Especial.[63]
- 26 de dezembro
  - A Rede Globo exibe o especial Nosso Querido Trapalhão.
  - Termina a 1.ª temporada de Os Caras de Pau na Rede Globo.
- 27 de dezembro
  - Estreia Isa TK+ na Rede Bandeirantes.[64]
  - Termina Hebe no SBT.
  - Termina a 3.ª temporada de Custe o Que Custar na Rede Bandeirantes.
- 28 de dezembro
  - A Rede Globo exibe o episódio piloto de Batendo Ponto.[65]
  - A Rede Globo exibe o especial Vídeo Show Retrô 2010.
- 30 de dezembro
  - Termina Boletim de Ocorrências no SBT.
  - A Rede Globo exibe a sua Retrospectiva 2010.
  - Termina Intercine na Rede Globo.
- 31 de dezembro — A Rede Globo exibe o Show da Virada.

## Emissoras

### Fundações
| Data             | Emissora             | Cidade, UF                       | Notas | Ref.                |
| ---------------- | -------------------- | -------------------------------- | --- | ------------------- |
| 1.º de fevereiro | Studio Universal     | Rio de Janeiro, RJ               | Canal mantido por uma joint venture entre a NBCUniversal e a Globosat, cuja programação é dedicada a exibição de filmes (80%) e séries (20%)  | [carece de fontes?] |
| 23 de março      | Ponto Jus            | Brasília, Distrito Federal       | Canal de multiprogramação da TV Justiça, mantido pelo Supremo Tribunal Federal                                                                | [ 66 ]              |
| 1.º de junho     | Max HD               | São Paulo, SP                    | Versão em alta definição do Max, programada pela HBO Latin America Group                                                                      | [carece de fontes?] |
| 12 de abril      | Liv                  | São Paulo, SP                    | Canal pertencente à Discovery Networks Latin America, dedicada na programação entre séries, reality shows e programas de entretenimento       | [ 67 ]              |
| 18 de maio       | Canal Viva           | Rio de Janeiro, RJ               | Canal pertencente à Globosat, especializado na exibição de telenovelas, séries e programas clássicos da Rede Globo, além de outras produções. | [ 68 ]              |
| 28 de junho      | TV Araçagi           | São José de Ribamar, Maranhão    | Emissora pertencente ao Grupo Zildêni Falcão, e afiliada à Rede União                                                                         | [ 69 ]              |
| 23 de agosto     | TV dos Trabalhadores | São Bernardo do Campo, São Paulo | Emissora educativa mantida pela Fundação Sociedade, Comunicação, Cultura e Trabalho, e afiliada à TV Brasil                                   | [ 70 ]              |
| 22 de outubro    | Telecine Fun         | Rio de Janeiro, RJ               | Canal da Rede Telecine (Globosat) especializado na exibição de filmes de comédia, comédia romântica e animações.                              | [ 9 ]               |
| 4 de novembro    | TV Mania             | Bragança, Pará                   | Emissora pertencente à WMW Gonçalves Ltda., e afiliada à Rede Record                                                                          | [carece de fontes?] |
| 21 de dezembro   | Canal Saúde          | Rio de Janeiro, RJ               | Canal de televisão mantido pelo Governo Federal em parceria com a Fundação Oswaldo Cruz                                                       | [ 71 ]              |

### Extinções
| Data          | Emissora         | Cidade, UF         | Notas                                                  | Ref.                |
| ------------- | ---------------- | ------------------ | ------------------------------------------------------ | ------------------- |
| 31 de janeiro | Hallmark Channel | Rio de Janeiro, RJ | O canal foi extinto para dar lugar ao Studio Universal | [carece de fontes?] |
| 12 de abril   | People + Arts    | São Paulo, SP      | O canal foi extinto para dar lugar ao Liv              | [carece de fontes?] |

### Rebrandings
| Data             | Emissora       | Cidade, UF         | Notas                                  | Ref.                |
| ---------------- | -------------- | ------------------ | -------------------------------------- | ------------------- |
| 1.º de fevereiro | MTV Hits       | São Paulo, SP      | Passa a se chamar VH1 MegaHits         | [ 72 ]              |
| 21 de setembro   | MTV Santarém   | Santarém, Pará     | Passa a se chamar Record News Santarém | [carece de fontes?] |
| 22 de outubro    | Telecine HD    | Rio de Janeiro, RJ | Passa a se chamar Telecine Premium     | [ 9 ]               |
| 22 de outubro    | Telecine Light | Rio de Janeiro, RJ | Passa a se chamar Telecine Touch       | [ 9 ]               |

### Trocas de afiliação
| Data           | Emissora             | Cidade, UF                         | Afiliação anterior | Afiliação nova     | Notas | Ref.                |
| -------------- | -------------------- | ---------------------------------- | ------------------ | ------------------ | --- | ------------------- |
| 31 de maio     | TV Alagoas           | Maceió, Alagoas                    | Rede Mundial       | SBT                | Após quase um ano retransmitindo a programação da Igreja Mundial do Poder de Deus, a emissora faz sua terceira passagem pela rede que segue até os dias atuais | [ 73 ]              |
| 10 de junho    | TV Eldorado          | Santa Inês, Maranhão               | TV Aparecida       | Esporte Interativo | O Grupo Estado encerrou o arrendamento da emissora e das suas retransmissoras para a TV Aparecida e fez um novo acordo com o canal esportivo                   | [ 74 ]              |
| 27 de julho    | TV Vitória           | Vitória de Santo Antão, Pernambuco | TV Cultura         | RBTV               | A emissora deixou a TV Cultura após quase 7 anos de afiliação, e migrou para a incipiente Rede Brasil                                                          | [carece de fontes?] |
| 21 de setembro | Record News Santarém | Santarém, Pará                     | MTV Brasil         | Record News        | A emissora das Organizações Nivaldo Pereira era afiliada da MTV desde 2002. Com a troca de rede, também mudou de nome, deixando de se chamar MTV Santarém      | [carece de fontes?] |

## Nascimentos
| Data            | Nome             | Notas                                                                                         | Ref.                |
| --------------- | ---------------- | --------------------------------------------------------------------------------------------- | ------------------- |
| 31 de janeiro   | Gabriel Miller   | Ator. Trabalhos notáveis incluem Carinha de Anjo, Z4, Bugados e A Infância de Romeu e Julieta | [carece de fontes?] |
| 23 de fevereiro | Marjorie Queiroz | Atriz. Trabalhos notáveis incluem Éramos Seis e Reis                                          | [carece de fontes?] |
| 22 de julho     | Sophia Rosa      | Atriz. Trabalhos notáveis incluem Luz e Família É Tudo                                        | [carece de fontes?] |
| 23 de novembro  | Barbara Cruz     | Atriz. Seu principal trabalho na televisão foi na telenovela A Infância de Romeu e Julieta    | [carece de fontes?] |

## Mortes
| Data            | Nome                            | Idade | Notas | Ref.                |
| --------------- | ------------------------------- | ----- | --- | ------------------- |
| 2 de janeiro    | José Maria Monteiro             | 86    | Ator. Trabalhos notáveis incluem Escrava Isaura, O Feijão e o Sonho, Sinhazinha Flô, Cabocla e Sétimo Sentido e Olho por Olho | [carece de fontes?] |
| 3 de janeiro    | Roberto Roney                   | 70    | Ator e humorista. Trabalhos notáveis incluem Praça da Alegria, Escolinha do Professor Raimundo, A Praça É Nossa e A Lua Me Disse | [ 75 ]              |
| 12 de janeiro   | Toninho Negreiro                | 50    | Jornalista. Foi repórter dos programas Domingão do Faustão e Domingo Legal | [ 76 ]              |
| 16 de fevereiro | Arnaud Rodrigues                | 67    | Ator e humorista. Trabalhos notáveis incluem Linguinha x Mr. Yes, Chico City, Azambuja & Cia, Pão Pão, Beijo Beijo, Roque Santeiro e A Praça é Nossa                                                                                  | [ 77 ]              |
| 29 de março     | Armando Nogueira                | 83    | Jornalista, diretor e cronista. Foi diretor do Jornal Nacional e do Globo Repórter entre os anos 70 e inicio dos anos 90. Além da Rede Globo, passou também por Rede Bandeirantes, TV Cultura e SporTV                                | [ 78 ]              |
| 3 de abril      | Buza Ferraz                     | 59    | Ator e diretor. Trabalhos notáveis incluem Selva de Pedra, O Rebu, O Amor É Nosso, Brilhante, Quem Ama Não Mata, Final Feliz, Louco Amor, De Quina pra Lua, Abolição, Kananga do Japão, Pantanal, Pedra Sobre Pedra e Páginas da Vida | [ 79 ]              |
| 26 de junho     | Jacaré                          | 47    | Apresentador. Na televisão apresentou os programas Repórter Cidadão e Programa do Jacaré, ambos na RedeTV! e este último também passou antes na Rede 21 e depois na TV Diário e NGT                                                   | [ 80 ]              |
| 14 de setembro  | Paulo Machado de Carvalho Filho | 86    | Empresário e comunicador. Foi acionista das Emissoras Unidas e da Rede de Emissoras Independentes, mantedora da TV Record e da TV Rio. Foi o primeiro presidente da ABERT                                                             | [ 81 ]              |
| 27 de setembro  | Mário Tupinambá                 | 78    | Ator e humorista. Trabalhos notáveis incluem Chico City, Chico Total, Chico Anysio Show, Escolinha do Professor Raimundo, Escolinha do Barulho e Zorra Total                                                                          | [ 82 ]              |
| 2 de outubro    | Edmundo Lemanski                | 83    | Advogado e empresário. Foi presidente do Grupo Paranaense de Comunicação, responsável pela RPC TV | [ 83 ]              |
| 19 de dezembro  | Lupe Gigliotti                  | 84    | Atriz e diretora teatral. Trabalhos notáveis incluem Bravo!, Ciranda de Pedra, Elas por Elas, Hipertensão, Escolinha do Professor Raimundo, O Amor Está no Ar e Cama de Gato                                                          | [ 84 ]              |
| 26 de dezembro  | Dary Reis                       | 84    | Ator. Trabalhos notáveis incluem Pecado Capital, O Feijão e o Sonho, Sítio do Picapau Amarelo e Os Trapalhões | [ 85 ]              |
| 26 de dezembro  | Dino Santana                    | 70    | Ator e humorista. Trabalhos notáveis incluem Maloca e Bonitão, Os Trapalhões, Programa Sérgio Mallandro, Festa do Mallandro e Dedé e o Comando Maluco                                                                                 | [ 86 ]              |